# MPS 1550C
MPS 1550 C era una impresora color de matriz de puntos, compatible con la Epson JX 80 y con IBM, de la serie MPS de la empresa Commodore. Tenía un alimentador de hojas sueltas y un alimentador de papel continuo. La guía de hojas sueltas era opcional. La impresora se puede utilizar con las computadoras C64, C128, C16, C116, Plus/4, compatibes IBM PC y  Amiga.
La impresora fue hecha para Commodore por el fabricante italiano de máquinas de oficina Olivetti y tenía la designación de tipo DM-105. La resolución fue de 9×5+4 puntos en modo borrador y 18×9 puntos en modo estándar. Podía imprimir de 10 a 24 líneas por pulgada.

## Características
Características de la MPS 1550 C:
- Cabezal de impresión de 9 agujas
- 120 caracteres por segundo con calidad de borrador, con NLQ 25 caracteres por segundo
- Formatos de matriz (modo Commodore): 9×5+4 para estándar, 18×9 para NLQ
- Programable en modo CBM con Commodore BASIC
- Compatible con IBM Graphics Printer, IBM Proprinter, EPSON JX 80
- dos interfaces: interfaz en serie para conectar, p. ej. C64, e interfaz paralela para compatibles IBM; controlador de gráficos: IBM Graphics, conexiones: CBM y IEEE 1284 (Centronics)
- Fuentes: Pica, Elite, Micro Condensed, Pica Compressed, Elite Compressed, Micro Compressed
- Dimensiones (Al/An/Pr): 94×370×253 mm
- Peso: 4,2 kg
- Búfer de datos: 5,5 Kbytes